# Carex neesiana
Carex neesiana är en halvgräsart som beskrevs av Stephan Ladislaus Endlicher. Carex neesiana ingår i släktet starrar, och familjen halvgräs.
Artens utbredningsområde är Norfolkön. Inga underarter finns listade i Catalogue of Life.